# Vi bằng
Vi bằng là văn bản do Thừa phát lại lập, ghi nhận sự kiện, hành vi được dùng làm chứng cứ trong xét xử và trong các quan hệ pháp lý khác. Thừa phát lại có quyền lập vi bằng đối với các sự kiện, hành vi theo yêu cầu của đương sự trừ các trường hợp vi phạm quy định về bảo đảm an ninh, quốc phòng, đời tư, đạo đức xã hội và các trường hợp pháp luật cấm. Sau đó, Thừa phát phải gửi Sở Tư Pháp thì vi bằng mới hợp lệ.
Ngoài thừa pháp, về mặt dân sự, thẩm phán hòa giải, các nhân viên công lực, chưởng kế, phụ tá công lý cũng có thể lập vi bằng.
Vi bằng chỉ ghi nhận những sự kiện, hành vi mà Thừa phát lại trực tiếp chứng kiến; việc ghi nhận phải khách quan, trung thực. Trong trường hợp cần thiết Thừa phát lại có quyền mời người làm chứng chứng kiến việc lập vi bằng.
Trong các quyền của Thừa phát lại, vi bằng là một công việc tương đối mới và gần giống với hoạt động công chứng, nhưng rộng hơn.
Nếu công chứng chỉ chứng nhận tính xác thực, tính hợp pháp của hợp đồng, giao dịch... bằng văn bản, thì lập vi bằng là việc Thừa phát lại lập văn bản trong đó ghi nhận sự kiện, hành vi được dùng làm chứng cứ trong xét xử và trong các quan hệ pháp lý khác. Do đó, vi bằng không thể thay thế văn bản công chứng, văn bản chứng thực và văn bản hành chính khác.
Vi bằng có giá trị chứng cứ để tòa án xem xét khi giải quyết vụ án, là căn cứ để thực hiện các giao dịch hợp pháp khác theo quy định của pháp luật.